# Alluvione delle Marche del 2022
L'alluvione delle Marche del 2022 è stato un evento calamitoso abbattutosi nella regione marchigiana a cavallo tra il 15 e il 16 settembre 2022, coinvolgendo in particolar modo le province di Ancona e Pesaro e Urbino, e provocando 13 vittime, 50 feriti, 150 persone sfollate e danni per 2 miliardi di euro.

## Cronologia degli eventi
A partire dalle 17:00 di giovedì 15 settembre 2022 si sono intensificate diverse perturbazioni sulla zona settentrionale, in particolare un intenso sistema temporalesco auto rigenerante ha stazionato diverse ore nelle zone interne, provocando forti precipitazioni arrivate a picchi di 90 millimetri all'ora tra le 19:00 e le 21:00 del suddetto giorno, fino a punte eccezionali di oltre 400 mm nella zona del cantianese. Ciò ha scatenato allagamenti e inondazioni di diversi corsi d'acqua, in particolar modo dei fiumi Misa e Nevola che ha provocato la piena più disastrosa.

## Zone colpite
I centri abitati maggiormente colpiti sono stati Arcevia, Barbara, Cantiano, Frontone, Cagli, Montecarotto, Pergola, Sassoferrato, Castelleone di Suasa, Ostra, Serra Sant'Abbondio, Senigallia e Trecastelli.
In misura minore sono state colpite anche alcune zone dell'Umbria, nella provincia di Perugia, come Gubbio, Pietralunga, Scheggia e Pascelupo e Umbertide.